# Ponnani
Ponnani es una ciudad y  municipio situada en el distrito de Malappuram en el estado de Kerala (India). Su población es de 90491 habitantes (2011). Se encuentra en la desembocadura del río Bharathapuzha, a 38 km de Malappuram y a 63 km de Kozhikode.

## Demografía
Según el censo de 2011 la población de Ponnani era de 90491 habitantes, de los cuales 42627 eran hombres y 47864 eran mujeres. Ponnani tiene una tasa media de alfabetización del 90%, inferior a la media estatal del 94%. la alfabetización masculina es del 93,36%, y la alfabetización femenina del 87,07%.